# Nereus Carpit Noctem
De Nereus Carpit Noctem (NCN) is een roeiwedstrijd op de Amstel in Amsterdam.
Het evenement ontstond in 1996 als reactie op de toenemende grootte van het competitieroeien in Nederland. De NCN wordt georganiseerd door ASR Nereus en sinds 2019 gesponsord door studentenreisorganisatie Totally.

## De wedstrijd
De NCN start rond het middaguur. De voorronden zijn over 1250 m achtervolging en een 250m-boord-aan-boordsprint. De finish wordt geroeid voor de sociëteit van de organiserende vereniging, ASR Nereus, vlak bij de Berlagebrug in Amsterdam. De finales beginnen 's avonds en worden gevaren in het donker op een felverlichte Amstel.

## Organisatie
De NCN-commissie, bestaande uit tien personen, is het gehele jaar bezig met de voorbereidingen. Op de dag van de wedstrijd wordt de commissie bijgestaan door tientallen vrijwilligers. ASR Nereus organiseert ook de Heineken Roeivierkamp, het Nederlands Kampioenschap Indoorroeien, de ThetisSprints en het Rondje IJsselmeer.